# Rudolf Haag
Rudolf Haag ([hàak]; Tubinga, 17 agosto 1922 – Schliersee, 5 gennaio 2016) è stato un fisico tedesco, che si è occupato principalmente degli aspetti matematici della teoria quantistica dei campi. È stato uno dei fondatori della formulazione assiomatica della teoria quantistica dei campi, scoprendo il ruolo centrale del principio di località e del concetto di osservabili locali nella struttura formale della teoria. Ha inoltre contribuito in modo significativo ai fondamenti della meccanica statistica quantistica.

## Biografia
Rudolf Haag è nato il 17 agosto 1922 a Tubinga, una città universitaria nel mezzo del Baden-Württemberg. La sua famiglia apparteneva alla classe media colta. La madre era la scrittrice e politica Anna Haag. Il padre, Albert Haag, era un insegnante di matematica del Gymnasium. Dopo aver terminato il liceo nel 1939 ha visitato sua sorella a Londra poco prima dell'inizio della seconda guerra mondiale dove fu internato come nemico straniero e trascorse la guerra in un campo per civili tedeschi a Manitoba. Lì ha utilizzato il tempo libero a disposizione dopo il lavoro obbligatorio per studiare da autodidatta fisica e matematica.
Dopo la guerra, Haag è tornato in Germania e nel 1946 si è iscritto all'Università di Stoccarda, dove nel 1948 si è laureato come fisico. Nel 1951 ha ottenuto il dottorato all'Università di Monaco sotto la supervisione di Fritz Bopp e ne divenne assistente fino al 1956. Nell'aprile del 1953 si è unito al gruppo di studi teorico del CERN a Copenaghen diretto da Niels Bohr. Dopo un anno è tornato a lavorare a Monaco come assistente e nel 1954 ha completato l'abilitazione tedesca. Dal 1956 al 1957 si è trasferito a Gottinga dove ha lavorato con Werner Heisenberg al Max Planck Institute di fisica.
Dal 1957 al 1959 è stato professore invitato all'Università di Princeton e, dal 1959 al 1960, all'Università di Marsiglia. Nel 1960 è diventato professore di fisica all'Università dell'Illinois - Urbana-Champaign. Nel 1965 ha fondato insieme a Res Jost la rivista di fisica matematica Communications in Mathematical Physics ed è stato caporedattore fino al 1973. Nel 1966 ha accettato la posizione di professore di fisica teorica all'Università di Amburgo, dove è rimasto fino alla pensione nel 1987. Dopo il pensionamento ha lavorato fino all'ultimo al concetto di evento in fisica quantistica. Ebbe come studenti il fisico matematico giapponese Huzihiro Araki e i fisici tedeschi Detlev Buchholz e Klaus Fredenhagen.
Haag ha mostrato un interesse per la musica fin dalla giovane età. Ha iniziato studiando il violino, ma in seguito ha preferito il pianoforte, che suonava quotidianamente. Nel 1948 ha sposato Käthe Fues, dalla quale ha avuto quattro figli, Albert, Friedrich, Elisabeth e Ulrich. Dopo il pensionamento si è trasferito insieme alla seconda moglie Barbara Klie a Schliersee, in un villaggio pastorale delle montagne bavaresi. È morto il 5 gennaio 2016 a Fischhausen–Neuhaus, nel sud della Baviera.

## Carriera scientifica
Fin dall'inizio della sua carriera Haag ha contribuito in modo significativo ai concetti della teoria quantistica dei campi, incluso il teorema di Haag. Da questo teorema segue che la rappresentazione di interazione della meccanica quantistica non esiste in teoria quantistica dei campi. Di conseguenza è necessario un nuovo approccio per la descrizione dei processi di scattering delle particelle. Sviluppò un tale nuovo approccio in anni successivi con la teoria della diffusione di Haag–Ruelle.
Nel corso di quei lavori Haag capì che il forte legame che era stato fino ad allora postulato tra campi e particelle in realtà non esiste. Il fattore decisivo per l'interpretazione particellare è il principio di località di Albert Einstein, che viene esteso alle teorie quantistiche dei campi e che assegna operatori a regioni di spaziotempo. Queste intuizioni vedono la loro formulazione finale negli assiomi di Haag–Kastler per le osservabili locali delle teorie quantistiche dei campi. Questa struttura usa gli elementi della teoria delle algebre di operatori e viene quindi chiamata formulazione algebrica della teoria quantistica dei campi, o anche fisica quantistica locale.
Questi concetti si sono rivelati fruttuosi per la comprensione delle proprietà fondamentali di qualsiasi teoria sullo spazio di Minkowski a quattro dimensioni. Senza fare ipotesi sull'esistenza dei campi che non siano direttamente osservabili, poiché la carica cambia, Haag, in collaborazione con Sergio Doplicher e John E. Roberts, ha evidenziato la possibile struttura dei settori di superselezione delle osservabili in teorie con delle forze a corto raggio. I settori si possono sempre comporre, ogni settore soddisfa la (para) statistica di Bose o di Fermi e per ogni settore c'è un settore coniugato. Queste intuizioni corrispondono all'additività delle cariche nell'interpretazione particellare, all'alternativa Bose–Fermi per la statistica delle particelle e all'esistenza delle antiparticelle. Nel caso speciale dei settori semplici, i gruppi di gauge globali e i campi muniti di carica possono essere ricostruiti dalle osservabili, i campi generano inoltre i settori dallo stato di vuoto. Questi risultati sono stati generalizzati successivamente per settori arbitrari col teorema di dualità di Doplicher–Roberts. L'applicazione di questi metodi alle teorie in spazi di dimensioni basse ha portato alla comprensione dell'occorrenza della statistica dei gruppi delle trecce e dei gruppi quantici.
Nella meccanica quantistica statistica, Haag, assieme a Nicolaas M. Hugenholtz e a Marius Winnink, riesce a generalizzare la caratterizzazione di Gibbs–von Neumann degli stati di equilibrio termico utilizzando la condizione KMS (da Ryogo Kubo, Paul C. Martin e Julian Schwinger) in modo che si possa estendere anche ai sistemi di dimensione infinita nel limite termodinamico. Si è scoperto che questa condizione gioca un ruolo importante anche nella teoria delle algebre di von Neumann ed ha portato alla teoria di Tomita–Takesaki. Tale teoria si è dimostrata essere un elemento centrale nell'analisi strutturale e recentemente anche nella costruzione concreta di modelli teorici di campo quantistico. Assieme a Daniel Kastler e a Ewa Trych–Pohlmeyer, Haag riuscì a derivare la condizione KMS dalle proprietà di stabilità degli stati di equilibrio termico. Assieme a Huzihiro Araki, Daniel Kastler e Masamichi Takesaki, Haag sviluppò in questo contesto una teoria del potenziale chimico.
La struttura creata da Haag e Kastler per le teorie quantistiche dei campi sullo spazio di Minkowski può essere facilmente estesa alle teorie su spazi curvi. Lavorando con Klaus Fredenhagen, Heide Narnhofer e Ulrich Stein, Haag ha dato un contribuito importante alla comprensione dell'effetto Unruh e alla radiazione di Hawking.
Haag ha mantenuto una certa diffidenza verso quelli che considerava gli sviluppi speculativi nella fisica teorica. Nonostante ciò ha comunque affrontato occasionalmente questi temi. Il contributo più conosciuto è il teorema di Haag–Łopuszański–Sohnius che classifica le possibili supersimmetrie della matrice di scattering che non sono trattate dal teorema di Coleman–Mandula.

## Premi e onorificenze
Nel 1970 ha ricevuto la medaglia Max Planck per i risultati eccezionali in fisica teorica e nel 1997 il premio Henri Poincaré per i contributi fondamentali alla teoria quantistica dei campi, come uno dei fondatori della formulazione moderna. Haag è stato membro dal 1980 dell'Accademia nazionale tedesca Cesarea Lepoldina e dal 1981 dell'Accademia delle scienze di Gottinga. È stato inoltre membro corrispondente dell'Accademia bavarese delle scienze dal 1979 e dell'Accademia austriaca delle scienze dal 1987.

## Pubblicazioni

### Monografia
- (EN) Rudolf Haag, Local quantum physics: Fields, particles, algebras, 2ª ed., Springer-Verlag Berlin Heidelberg, 1996, DOI:10.1007/978-3-642-61458-3, ISBN 978-3-540-61049-6.

### Opere scientifiche selezionate
- (EN) Rudolf Haag, On quantum field theories, in Dan. Mat. Fys. Medd., 29N12, 1955,  pp. 1-37. (Teorema di Haag).

- (EN) Rudolf Haag, Quantum field theories with composite particles and asymptotic conditions, in Physical Review, vol. 112, n. 2, 1958,  pp. 669-673, DOI:10.1103/PhysRev.112.669. (Teoria della diffusione di Haag–Ruelle).

- (EN) Rudolf Haag e Daniel Kastler, An Algebraic approach to quantum field theory, in Journal of Mathematical Physics, vol. 5, n. 7, 1964,  pp. 848-861, DOI:10.1063/1.1704187. (Assiomi di Haag–Kastler).

- (EN) Sergio Doplicher, Rudolf Haag e John E. Roberts, Local observables and particle statistics. 1, in Communications in Mathematical Physics, vol. 23, n. 3, 1971,  pp. 199-230, DOI:10.1007/BF01877742.

- (EN) Sergio Doplicher, Rudolf Haag e John E. Roberts, Local observables and particle statistics. 2, in Communications in Mathematical Physics, vol. 35, n. 1, 1974,  pp. 49-85, DOI:10.1007/BF01646454. (Analisi di Doplicher-Haag-Roberts della struttura di superselezione).

- (EN) Rudolf Haag, Nico M. Hugenholtz e Marius Winnink, On the Equilibrium states in quantum statistical mechanics, in Communications in Mathematical Physics, vol. 5, n. 3, 1967,  pp. 215-236, DOI:10.1007/BF01646342. (Condizione KMS).

- (EN) Rudolf Haag, Daniel Kastler e Ewa B. Trych–Pohlmeyer, Stability and equilibrium states, in Communications in Mathematical Physics, vol. 38, n. 3, 1974,  pp. 173-193, DOI:10.1007/BF01651541. (Stabilità e condizione KMS).

- (EN) Huzihiro Araki, Daniel Kastler, Masamichi Takesaki e Rudolf Haag, Extension of KMS States and Chemical Potential, in Communications in Mathematical Physics, vol. 53, n. 2, 1977,  pp. 97-134, DOI:10.1007/BF01609126. (Condizione KMS e potenziale chimico).

- (EN) Rudolf Haag, Heide Narnhofer e Ulrich Stein, On Quantum Field Theory in Gravitational Background, in Communications in Mathematical Physics, vol. 94, n. 2, 1984,  pp. 219-238, DOI:10.1007/BF01209302. (Effetto Unruh).

- (EN) Klaus Fredenhagen e Rudolf Haag, On the Derivation of Hawking Radiation Associated With the Formation of a Black Hole, in Communications in Mathematical Physics, vol. 127, n. 2, 1990,  pp. 273-284, DOI:10.1007/BF02096757. (Radiazione di Hawking).

- (EN) Rudolf Haag, Jan T. Lopuszanski e Martin Sohnius, All possible generators of supersymmetries of the S-matrix, in Nuclear Physics B, vol. 88, n. 2, 1975,  pp. 257-274, DOI:10.1016/0550-3213(75)90279-5. (Classificazione della supersimmetria).

- (EN) Rudolf Haag, Fundamental Irreversibility and the Concept of Events, in Communications in Mathematical Physics, vol. 132, n. 1, 1990,  pp. 245-252, DOI:10.1007/BF02278010. (Concetto di evento).

### Altre opere
- (EN) Detlev Buchholz e Rudolf Haag, The Quest for understanding in relativistic quantum physics, in Journal of Mathematical Physics, vol. 41, n. 6, 2000,  pp. 3674-3697, DOI:10.1063/1.533324, arXiv:hep-th/9910243.

- (EN) Rudolf Haag, Questions in quantum physics: A Personal view, in Mathematical Physics 2000, 2000,  pp. 87–100, DOI:10.1142/9781848160224_0005, ISBN 978-1-86094-230-3, arXiv:hep-th/0001006.

- (EN) Rudolf Haag, Some people and some problems met in half a century of commitment to mathematical physics, in The European Physical Journal H, vol. 35, n. 3, 2010,  pp. 263-307, DOI:10.1140/epjh/e2010-10032-4.

- (EN) Rudolf Haag, Local algebras. A look back at the early years and at some achievements and missed opportunities, in The European Physical Journal H, vol. 35, n. 3, 2010,  pp. 255-261, DOI:10.1140/epjh/e2010-10042-7.

- (EN) Rudolf Haag, Faces of Quantum Physics, in The Message of Quantum Science, collana Lecture Notes in Physics, vol. 899, Springer, Berlin, Heidelberg, 2015,  pp. 219–234, DOI:10.1007/978-3-662-46422-9_9, ISBN 978-3-662-46422-9.

- (EN) Rudolf Haag, On quantum theory, in International Journal of Quantum Information, vol. 17, n. 4, 2019,  pp. 1950037-1–9, DOI:10.1142/S0219749919500370.